# Žužemberk
Žužemberk (niem. Seisenberg) – wieś w Słowenii, siedziba gminy Žužemberk. W 2018 roku liczyła 1020 mieszkańców.
Jest położona w regionie geograficznym o nazwie Suha krajina. Przez miejscowość przepływa rzeka Krka.

## Zabytki
- Zamek Žužemberk[3]